# Phó Tổng thống Colombia
Phó Tổng thống Colombia là người đầu tiên trong dòng tổng thống kế vị, trở thành mới Tổng thống Colombia khi nghỉ việc hoặc tử vong, từ chức, hoặc loại bỏ các tổng thống, theo chỉ định của Hiến pháp Colombia 1991 mà còn phục hồi các phó chủ tịch con số sau gần một thế kỷ bị bãi bỏ trong nhiệm kỳ tổng thống của Rafael Núñez. Phó tổng thống không thể đảm nhận chức năng tổng thống về sự vắng mặt tạm thời của tổng thống như các chuyến đi chính thức ra nước ngoài hoặc kỳ nghỉ. Trong những trường hợp này, tổng thống ủy quyền cho một thành viên nội các, thường là Bộ trưởng Bộ Nội vụ. Marta Lucía Ramírez là phó chủ tịch hiện tại.

## Danh sách các Phó Tổng thống của Colombia

### Từ 1886 đến 1910
| Hình ảnh | Nhiệm kỳ  | Phó Tổng thống          |
| -------- | --------- | ----------------------- |
|          | 1886-1888 | Eliseo Payán            |
|          | 1888-1892 | Không có                |
|          | 1892-1894 | Miguel Antonio Caro     |
|          | 1894-1898 | Không có                |
|          | 1898-1900 | José Manuel Marroquín   |
|          | 1900-1904 | Không có                |
|          | 1904-1905 | Ramón González Valencia |

### Từ 1991
| Hình ảnh | Nhiệm kỳ  | Phó Tổng thống               |
| -------- | --------- | ---------------------------- |
|          | 1994-1996 | Humberto De la Calle Lombana |
|          | 1996-1998 | Bản mẫu:Lien                 |
|          | 1998-2002 | Gustavo Adolfo Bell Lemus    |
|          | 2002-2010 | Francisco Santos Calderón    |
|          | 2010-2014 | Angelino Garzón              |
|          | 2014-2017 | Germán Vargas Lleras         |
|          | 2017-2018 | Óscar Naranjo                |
|          | 2018-     | Marta Lucía Ramírez          |